# Eső kopog a tetőn
Az Eső kopog a tetőn (Listen to the Rain on the Roof) a Született feleségek (Desperate Housewives) című amerikai filmsorozat negyvenhetedik epizódja. Az Amerikai Egyesült Államokban először az ABC (American Broadcasting Company) adó sugározta 2006. szeptember 24-én.

## Az epizód cselekménye
|  | Alább a cselekmény részletei következnek! |

Bree és Orson félévi járás után eljegyzik egymást. Susan a kórházban megismerkedik Ian Hainswoth-szel, akinek a felesége, Jane kómában fekszik, épp úgy, mint Mike. Lynette-éket Nora folyton zaklatja, így mikor Lynette eltitkolja előle, hogy Parkernek szülinapi partija lesz, abból is nagy kalamajka alakul ki. Gabrielle-nek az idegeire megy a terhes Xiao-Mei, és amikor megfenyegeti, hogy visszaküldi Kínába, hogy munkás legyen, a lány megszökik, és a megüresedett Young-házba bújik el, amin Edie próbál túladni - nem sok sikerrel. Carlos összevész Gabyval, amikor tudomást szerez erről. Az asszony szó nélkül elhajt. Bree és Orson eljegyzési partijára a zuhogó esőből egy múltbéli ismeretlen teszi be a lábát: Carolyn Bigsby, a férfi régi szomszédja. A váratlan vendég azt mondja Bree-nek, hogy Orson megölte az első nejét, és ha Bree hozzámegy, ő lesz a következő. Orson elmondja Bree-nek, hogy a nejét eltűntnek nyilvánították.
|  | Itt a vége a cselekmény részletezésének! |

## Mellékszereplők
- Dougray Scott - Ian Hainsworth
- Kathryn Joosten - Karen McCluskey
- Laurie Metcalf - Carolyn Bigsby
- Gwendoline Yeo - Xiao-Mei
- Kiersten Warren - Nora Huntington
- Valerie Mahaffey - Alma Hodge
- Terry Bozeman - Dr. Lee Craig
- Rachel Fox - Kayla Huntington
- Vernée Watson Johnson - Orvos a sürgősségin
- Jeanne Sakata - Li Wang
- Charlie Dell - Idős férfi
- Dennis W. Hall - Bohóc
- Michael Krepack - Festett arcú kisfiú

## Mary Alice epizódzáró monológja
- A narrátor, Mary Alice monológja az epizód végén így hangzik (az angol szövegből fordítva):

„Minden vihar a reményt hordozza. A reményt, hogy valahogy reggelre megint minden tiszta lesz - és még a legaggasztóbb foltok is eltűnnek. A kétely, hogy a szeretett férfi vajon ártatlan-e. A következmények, amiket az ő hibája miatt viselünk. A sebek, amit a hűtlenségével okozott. Vagy a csókjának emléke.
Így hát várjuk, hogy elvonuljon a vihar, s közben reménykedünk a legjobbakban. Habár a szívünk mélyén tudjuk, hogy vannak letörölhetetlen foltok. Amiket semmi nem mos le."

## Érdekességek
- Ez a harmadik évad nyitóepizódja, Magyarországon szeptember 11-én került adásba a TV2-n. Az első két évad eredeti vetítésekor mindig szerda esténként adta a sorozat részeit a magyar kereskedelmi csatorna, de 2007 szeptemberétől 2008 márciusáig kedd esténként találkozhattunk a feleségekkel. Az Áramszünet című epizódot már egy pénteki napon adta le a TV2, és így tovább a harmadik évad hátralévő részeit.
- A második évad utolsó epizódja (Emlékezz!) és e között hat hónap telik el. Sok változás is észrevehető: Gabrielle világosabbra festette a haját, Susan leégett háza újra épen áll a helyén, Bree és Orson pedig hivatalosan is szerelmespár lettek.

## Epizódcímek szerte a világban
- Angol: Listen to the Rain on the Roof (Hallgasd az esőt a tetőn!)
- Francia: L'orage passe (Elhalad a vihar)
- Olasz: Pioggia (Eső)
- Német: Der große Regen (A nagy eső)